# Акче-Кагріз
Акче-Кагріз (перс. اقچه كهريز) — село в Ірані, у дегестані Міладжерд, у бахші Міладжерд, шахрестані Коміджан остану Марказі. За даними перепису 2006 року, його населення становило 56 осіб, що проживали у складі 12 сімей.

## Клімат
Середня річна температура становить 12,37 °C, середня максимальна – 31,91 °C, а середня мінімальна – -11,33 °C. Середня річна кількість опадів – 280 мм.
| Клімат поселення                              | Клімат поселення | Клімат поселення | Клімат поселення | Клімат поселення | Клімат поселення | Клімат поселення | Клімат поселення | Клімат поселення | Клімат поселення | Клімат поселення | Клімат поселення | Клімат поселення | Клімат поселення |
| Показник                                      | Січ.             | Лют.             | Бер.             | Квіт.            | Трав.            | Черв.            | Лип.             | Серп.            | Вер.             | Жовт.            | Лист.            | Груд.            |                  |
| Середній максимум, °C                         | 8,12             | 10,92            | 15,72            | 20,86            | 24,90            | 31,69            | 31,91            | 30,82            | 26,52            | 21,44            | 14,54            | 8,62             |                  |
| Середня температура, °C                       | −1,6             | 1,20             | 6,00             | 11,13            | 15,18            | 21,96            | 25,37            | 24,28            | 19,98            | 14,91            | 8,00             | 2,09             |                  |
| Середній мінімум, °C                          | −11,33           | −8,53            | −3,72            | 1,40             | 5,45             | 12,21            | 18,82            | 17,72            | 13,44            | 8,38             | 1,48             | −4,46            |                  |
| Норма опадів, мм                              | 42               | 35               | 48               | 39               | 34               | 7                | 1                | 1                | 1                | 9                | 24               | 39               |                  |
| Середньомісячна швидкість вітру, м/с          | 2.08             | 2.04             | 3.10             | 3.31             | 2.74             | 2.60             | 2.64             | 2.54             | 2.40             | 2.27             | 1.96             | 1.62             |                  |
| Середньомісячна сонячна радіація, кДж/м²·день | 8714             | 12005            | 14478            | 17963            | 22123            | 26772            | 25880            | 23879            | 20598            | 15091            | 10759            | 8694             |                  |
| --------------------------------------------- | ---------------- | ---------------- | ---------------- | ---------------- | ---------------- | ---------------- | ---------------- | ---------------- | ---------------- | ---------------- | ---------------- | ---------------- | ---------------- |
| Джерело:                                      |                  |                  |                  |                  |                  |                  |                  |                  |                  |                  |                  |                  |                  |